# Guzek małżowiny usznej

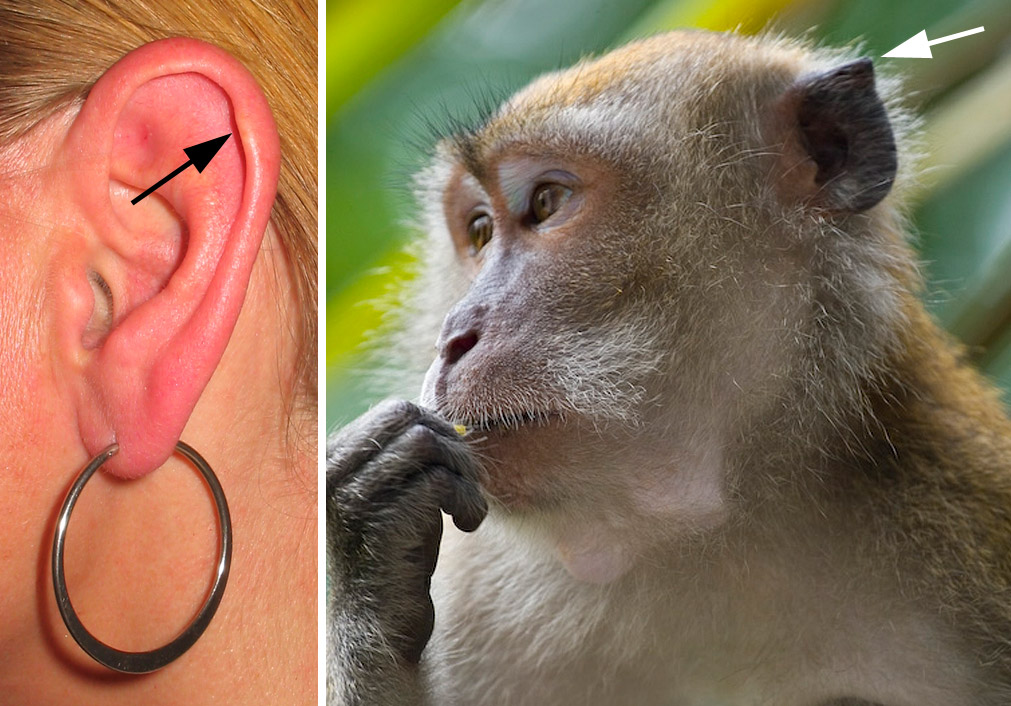
Guzek małżowiny u człowieka i makaka

Guzek małżowiny usznej, guzek małżowiny, guzek Darwina (łac. tuberculum auriculae, tuberculum Darwini) – zgrubienie w przedniej, górnej części obrąbka małżowiny usznej, będące cechą wrodzoną, obecną u około 10% ludzi. U większości ssaków stanowi koniuszek małżowiny.
Nazwa eponimiczna upamiętnia Charlesa Darwina, który w O pochodzeniu człowieka i doborze w odniesieniu do płci (The Descent of Man, and Selection in Relation to Sex) podał go jako przykład szczątkowego elementu anatomicznego, a zarazem dowód na wspólne pochodzenie wszystkich naczelnych.
Obecność guzka jest cechą dziedziczoną autosomalnie dominująco, z niepełną penetracją, tzn. obecność genu nie warunkuje wystąpienia cechy.